# A Christmas Gift for You from Phil Spector
Albums de Phil Spector
Philles Records Presents Today's Hits
(1963) Presenting the Fabulous Ronettes featuring Veronica
(1964)
A Christmas Gift for You from Phil Spector, publié à l'origine sous le titre A Christmas Gift for You from Philles Records et également connu sous le nom de Phil Spector's Christmas Album est un album de chansons de Noël produit par Phil Spector, et sorti à l'origine sous le label de Philles Records en novembre 1963. Phil Spector a adapté une série de standards de Noël, pour la plupart profanes, à son style de production « Mur de son », et les chansons sont interprétées par les artistes habituels de Spector à cette période, The Crystals, The Ronettes, Darlene Love et Bob B. Soxx & the Blue Jeans. Les musiciens jouant sur l'album sont des hommes de confiance de Spector tels que le pianiste Leon Russell, le guitariste Nino Tempo et Sonny Bono, qui a rejoint le percussionniste Jack Nitzsche en tant qu'arrangeur.
Echec relatif à sa sortie, l'album est devenu un classique de Noël depuis sa première réédition par Apple en 1972. Le magazine Rolling Stone le place, dans ses classements 2003 et 2012, en 142e position des 500 plus grands albums de tous les temps. En 1999, il reçoit un Grammy Hall of Fame Award.

## Enregistrement et production
L'album est enregistré en six semaines entre septembre et octobre 1963. Phil Spector s'entoure de musiciens de studio renommés pour l'enregistrement notamment, Hal Blaine à la batterie, Tommy Tedesco, à la guitare et  Brian Bonnelli à la thérémine, tous membres du Wrecking Crew, Sonny Bono aux percussions, Jack Nitzsche et Leon Russell au piano. Brian Wilson des Beach Boys tente d'apporter sa contribution au piano sur Santa Claus Is Coming to Town, mais Phil Spector ne retient pas sa participation car il ne parvient pas à garder le rythme.
Phil Spector s'appuie sur sa création, l'effet « Mur de son », pour regrouper l'ensemble des instruments dans un tout cohérent mettant en valeur la voix des artistes.

## Historique des sorties
L'album est sorti plusieurs fois sur différents labels, à commencer par Apple Records en 1972, avec une pochette différente : une photographie de Phil Spector habillé en Père Noël barbu, portant un macaron Back to Mono (en). D'autres rééditions sur Warner-Spector en 1974, pour la première fois en stéréo, Pavilion, une marque éphémère de CBS, en 1981, et Passport en 1984 utiliseront également cette pochette, parfois avec le bouton Back to Mono effacé à l'aérographe.
La pochette originale est restaurée à temps pour la première édition CD de l'album par Phil Spector International via Rhino. Elle est masterisée par Bill Inglot et Ken Perry et a restauré le mixage mono original de l'album. La deuxième édition CD a lieu en 1987 également, sur Chrysalis (CCD 1625) en monophonique pour le marché britannique. Cette édition est co-créditée Spector Records International et présente une pochette internationale légèrement différente, avec le même mastering que le CD Rhino. Le troisième CD, plus courant, est sorti en 1989, une version remastérisée sur ABKCO qui restaurait le titre, l'illustration et le mixage mono d'origine. Cette édition est remastérisée par Phil Spector et Larry Levine. L'album est également apparu en tant que quatrième disque du coffret de 1991 d'ABKCO consacré à Spector, Back to Mono, et en tant que deuxième disque de la compilation d'ABKCO de 2006, The Phil Spector Collection, réservée au Royaume-Uni.

## Réception
L'album, sorti aux États-Unis le 22 novembre 1963, le jour même de l'assassinat du président John F. Kennedy, est un échec relatif à l'époque. Les pressages originaux sont rares et peuvent être collectionnés ; ils se vendent aujourd'hui entre 400 et 500 dollars en excellent état.
Dans les années qui ont suivi, en particulier après sa réédition chez Apple, l'album gagne en popularité et est aujourd'hui considéré comme un classique des fêtes de fin d'année. Plusieurs de ses titres sont devenus des chansons de Noël emblématiques pour des générations, comme le single original Christmas (Baby Please Come Home), et le célèbre Ring-a-ling-a-ling Ding-dong-ding en voix de fond dans Sleigh Ride des Ronettes. L'arrangement de la version de Bruce Springsteen de Santa Claus Is Coming to Town est basé en partie sur la version des Crystals, et la reprise de Christmas (Baby Please Come Home) par U2 à la fin des années 1980, qui figurait sur le premier album A Very Special Christmas, s'inspire de la version originale de Darlene Love qui figurait sur l'album de Spector. Les versions des Ronettes de Frosty The Snowman et I Saw Mommy Kissing Santa Claus sont également diffusées à la radio pendant les fêtes de fin d'année. En 1999, il reçoit un Grammy Hall of Fame Award.
En 2003, l'album est classé 142e sur la liste des 500 plus grands albums de tous les temps du magazine Rolling Stone, et conserve ce classement dans une liste révisée en 2012. En 2017, il est classé 130e plus grand album des années 1960 par Pitchfork. En 2019, il est classé plus grand album de Noël de tous les temps par Rolling Stone. Brian Wilson des Beach Boys cite cet album comme son préféré de tous les temps. L'album est inclus dans l'ouvrage Les 1001 albums qu'il faut avoir écoutés dans sa vie de Robert Dimery.

## Performances commerciales
La réédition de l'album par Apple en 1972 s'est hissée à la sixième place du classement spécial des ventes d'albums de Noël de Billboard en décembre de la même année, ce qui constitue son meilleur classement,.
L'album a fait ses débuts au UK Albums Chart en 1972, il est réintroduit dans le classement en 1983, culminant à la 19e place.
La semaine se terminant le 15 décembre 2018, A Christmas Gift for You de Phil Spector est entré pour la première fois dans le classement principal des albums du Billboard 200 à la 48e position, atteignant finalement la 12e place trois semaines plus tard. Au même moment, l'enregistrement de Sleigh Ride par les Ronettes, bien qu'il n'ait jamais été publié en tant que single, se classe pour la première fois dans le Billboard Hot 100, atteignant initialement la 26e place dans la semaine se terminant le 5 janvier. Il s'est ensuite repositionné pendant les fêtes de fin d'année 2019 et 2020 et atteint la 13e place lors de la semaine se terminant le 2 janvier 2021, avant de remonter à la 10e place lors de la saison des fêtes de fin d'année suivante. L'album lui-même est revenu à la 12e place du Billboard 200 lors du classement du 2 janvier 2021, puis est remonté à la 10e place un an plus tard lors du classement du 8 janvier 2022. Lors du classement du 6 janvier 2024, l'album a atteint la 7e place.

### Pistes
Enregistré au studio d'enregistrement Gold Star
| Side one | Side one                      | Side one                        | Side one                     | Side one | Side one | Side one | Side one | Side one | Side one |
| No       | Titre                         | Auteur                          | Artiste                      | Durée    |          |          |          |          |          |
| -------- | ----------------------------- | ------------------------------- | ---------------------------- | -------- | -------- | -------- | -------- | -------- | -------- |
| 1.       | White Christmas               | Irving Berlin                   | Darlene Love                 | 2:52     |          |          |          |          |          |
| 2.       | Frosty the Snowman            | Steve Nelson, Walter Rollins    | The Ronettes                 | 2:16     |          |          |          |          |          |
| 3.       | The Bells of St. Mary's (en)  | A. Emmett Adams, Douglas Furber | Bob B. Soxx & the Blue Jeans | 2:54     |          |          |          |          |          |
| 4.       | Santa Claus Is Coming to Town | J. Fred Coots, Haven Gillespie  | The Crystals                 | 3:24     |          |          |          |          |          |
| 5.       | Sleigh Ride (en)              | Leroy Anderson, Mitchell Parish | The Ronettes                 | 3:00     |          |          |          |          |          |
| 6.       | Marshmallow World (en)        | Carl Sigman, Peter DeRose       | Darlene Love                 | 2:23     |          |          |          |          |          |
| 16:49    |                               |                                 |                              |          |          |          |          |          |          |

| Side two | Side two                               | Side two                                  | Side two                     | Side two | Side two | Side two | Side two | Side two | Side two |
| No       | Titre                                  | Auteur                                    | Artiste                      | Durée    |          |          |          |          |          |
| -------- | -------------------------------------- | ----------------------------------------- | ---------------------------- | -------- | -------- | -------- | -------- | -------- | -------- |
| 1.       | I Saw Mommy Kissing Santa Claus (en)   | Tommie Connor                             | The Ronettes                 | 2:37     |          |          |          |          |          |
| 2.       | Rudolph the Red-Nosed Reindeer         | Johnny Marks                              | The Crystals                 | 2:30     |          |          |          |          |          |
| 3.       | Winter Wonderland                      | Felix Bernard, Dick Smith                 | Darlene Love                 | 2:25     |          |          |          |          |          |
| 4.       | Parade of the Wooden Soldiers (en)     | Leon Jessel                               | The Crystals                 | 2:55     |          |          |          |          |          |
| 5.       | Christmas (Baby Please Come Home) (en) | Ellie Greenwich, Jeff Barry, Phil Spector | Darlene Love                 | 2:45     |          |          |          |          |          |
| 6.       | Here Comes Santa Claus (en)            | Gene Autry, Oakley Haldeman               | Bob B. Soxx & the Blue Jeans | 2:03     |          |          |          |          |          |
| 7.       | Silent Night                           | Josef Mohr, Franz Xaver Gruber            | Phil Spector et artistes     | 2:08     |          |          |          |          |          |
| 17:23    |                                        |                                           |                              |          |          |          |          |          |          |

## Personnel

### Musiciens
- Jack Nitzsche, Sonny Bono, Frank Capp : percussions
- Louis Blackburn : cor d'harmonie
- Hal Blaine : batterie
- Leon Russell : piano
- Roy Caton : trompette
- Steve Douglas, Jay Migliori : saxophone
- Barney Kessel, Bill Pitman, Irv Rubins, Tommy Tedesco, Nino Tempo : guitare
- Ray Pohlman : basse
- Johnny Vidor : cordes

### Production
- Phil Spector : producteur
- Larry Levine : ingénieur du son

- Mastering (1987 CDs) - Bill Inglot, Ken Perry chez K-Disc Mastering[23]
- Remasterisation (1989) - Phil Spector, Larry Levine[24]
- Remasterisation (2009) - Bob Ludwig chez Gateway Mastering[25]
- Remasterisation (2012) - Vic Anesini[26]

## Classements
| Classement (2018–2024)              | Meilleure position |
| ----------------------------------- | ------------------ |
| Canadian Albums (Billboard)         | 8                  |
| Finlande (Suomen virallinen lista)  | 34                 |
| Hongrie (Mahasz)                    | 28                 |
| Islande (Plötutíðindi)              | 34                 |
| Italie (FIMI)                       | 50                 |
| Lituanie (AGATA)                    | 9                  |
| Norvège (VG-lista)                  | 35                 |
| Suède (Sverigetopplistan)           | 21                 |
| Royaume-Uni (UK Albums Chart)       | 69                 |
| États-Unis (Billboard 200)          | 7                  |
| États-Unis (Top R&B/Hip-Hop Albums) | 5                  |

| Année                                 | Classement                            | Position |
| ------------------------------------- | ------------------------------------- | -------- |
| 2019                                  | US Top R&B/Hip-Hop Albums (Billboard) | 96       |
| 2020                                  | US Top R&B/Hip-Hop Albums (Billboard) | 83       |
| 2021                                  | US Top R&B/Hip-Hop Albums (Billboard) | 72       |
| 2022                                  |                                       |          |
| US Billboard 200                      | 196                                   |          |
| US Top R&B/Hip-Hop Albums (Billboard) | 66                                    |          |
| 2023                                  |                                       |          |
| US Billboard 200                      | 200                                   |          |
| US Top R&B/Hip-Hop Albums (Billboard) | 62                                    |          |

## Certifications
| Région                                                                  | Certification | Ventes/Streams |
| ----------------------------------------------------------------------- | ------------- | -------------- |
| Royaume-Uni (BPI)                                                       | Or            | 200 000^       |
| ^Mise en rayon selon la certification xNon précisé par la certification |               |                |